# A Bridge Too Far (phim)
A Bridge Too Far (tạm dịch: Một cây cầu quá xa) là một bộ phim chiến tranh sử thi năm 1977 dựa trên cuốn sách cùng tên năm 1974, được đạo diễn bởi Richard Attenborough và biên kịch bởi William Goldman. Được sản xuất bởi Joseph E. Levine và Richard P. Levine, đây là bộ phim thứ hai được dựa theo cuốn sách lịch sử của nhà sử học Cornelius Ryan (sau bộ phim Ngày Dài Nhất năm 1962). Đây cũng là bộ phim thứ hai lấy bối cảnh từ Chiến dịch Market Garden trong Chiến tranh thế giới thứ hai (sau bộ phim Theirs Is the Glory năm 1946).
Các diễn viên chính của bộ phim bao gồm Dirk Bogarde, James Caan, Michael Caine, Sean Connery, Edward Fox, Elliott Gould, Gene Hackman, Anthony Hopkins, Hardy Krüger, Laurence Olivier, Ryan O'Neal, Robert Redford, Maximilian Schell và Liv Ullmann. Dù nhận được nhiều đánh giá tiêu cực từ các nhà phê bình phim, bộ phim đã đạt được nhiều giải thưởng: tại lễ trao giải BAFTA lần thứ 31, bộ phim đã chiến thắng bốn trên tám hạng mục, bao gồm Giải thưởng Nam diễn viên phụ Xuất sắc nhất cho Edward Fox và John Addison - một cựu binh của Quân đoàn XXX trong Chiến dịch Market Garden, được Giải thưởng Nhạc phim Hay nhất.

## Nội dung
Bộ phim bắt đầu bằng phân cảnh một gia đình Hà Lan đang theo dõi sự rút lui của quân đội Đức Quốc Xã khỏi Pháp và họ tin rằng chiến tranh sẽ sớm kết thúc. Thống chế Gerd von Rundstedt được tái bổ nhiệm làm Tổng chỉ huy Mặt trận phía Tây (OB West) và bắt đầu đưa quân đội Đức vào quy củ.
Ở Anh Quốc, Trung tướng Frederick Browning bắt đầu phổ biến cho các sĩ quan Đồng Minh về Chiến dịch Market Garden. Chiến dịch Market Garden được vạch ra với mục tiêu giúp quân Đồng Minh kết thúc cuộc chiến trước Giáng sinh. Theo kế hoạch, Market Garden sẽ đưa hơn 35,000 lính dù từ ba sư đoàn không vận qua một quãng đường dài 480 km, xuất phát từ các căn cứ không quân ở Anh Quốc và nhảy dù xuống các vị trí phía sau phòng tuyến của quân Đức ở Hà Lan. Hai sư đoàn không vận của Hoa Kỳ, Sư đoàn Không vận 101 của Thiếu tướng Maxwell Taylor sẽ chiếm các cây cầu ở xung quanh Eindhoven, Sư đoàn Không vận 82 của Chuẩn tướng James Gavin sẽ chiếm cầu ở Nijmegen, và Sư đoàn Không vận số 1 Anh Quốc của Thiếu tướng Roy Urquhart sẽ chiếm cầu ở Arnhem với sự trợ giúp của Lữ đoàn dù Ba Lan của Thiếu tướng Stanislaw Sosabowski. Quân đoàn Thiết giáp XXX của Trung tướng Brian Horrocks có nhiệm vụ di chuyển trên con đường nối các cây cầu với nhau và sẽ tập kết tại Arnhem sau hai ngày.
Khi Tướng Urquhart giới thiệu sơ lược chiến dịch cho các sĩ quan của ông, nhiều người bất ngờ vì họ sẽ đổ bộ ở các vị trí quá xa so với các mục tiêu của họ. Khoảng cách đáng ngại này sẽ khiến radio trở nên vô dụng và việc liên lạc giữa các đơn vị trong sư đoàn sẽ gặp nhiều bất cập. Dù tình báo Đồng Minh dự báo các đơn vị phòng thủ của quân Đức chỉ có những ông già thiếu kinh nghiệm hay những đứa trẻ của Đoàn Thanh niên Hitler, các bức ảnh trinh sát cho thấy có sự hiện diện của các đơn vị thiết giáp Đức tại Arnhem. Tuy nhiên, Tướng Frederick Browning đã bác bỏ các bức ảnh và phớt lờ các báo cáo của Quân Kháng chiến Hà Lan, tin rằng chiến dịch sẽ thành công.
Cầu Arnhem là mục tiêu quan trọng nhất, do là tuyến đường cuối cùng giúp quân đội Đức rút lui khỏi Hà Lan và là cửa ngõ tiến vào nước Đức. Tuy nhiên, chỉ có một tuyến đường duy nhất nối các cây cầu quan trọng khác với nhau và các phương tiện sẽ phải chen chúc nhau để đi qua. Tuyến đường này cũng rất lộ thiên, khiến các phương tiện di chuyển trên nó dễ dàng bị phục kích.
Dù các đợt thả quân của lính dù gặp khá ít trở ngại và khiến quân đội Đức bất ngờ, nhưng cầu Son đã bị phá hủy trước khi Sư đoàn Không vận 101 có thể chiếm nó. Ngoài ra, sư đoàn của Tướng Urquhart bắt đầu gặp nhiều vấn đề khi các đơn vị xe jeep đều bị thất lạc, phá hủy hoặc bị quân Đức phục kích, và hệ thống radio của họ không hoạt động ổn định. Sư đoàn Không vận số 1, dẫn đầu bởi Tiểu đoàn 2 của Trung tá John Frost, nhanh chóng tiến vào Arnhem, nhưng chỉ chiếm được khu vực thị trấn và đầu cầu phía Bắc. Những ngày tiếp theo, quân Đức tổ chức nhiều đợt tấn công, nhưng đều bị lính dù Anh đánh bật ra khỏi cầu.
Trong khi đó, tốc độ di chuyển của Quân đoàn XXX bắt đầu bị chậm lại bởi các đợt chống trả của quân Đức, sự tắc nghẽn giao thông nghiêm trọng và phải chờ cây cầu phao được hoàn thành sau khi cây cầu chính ở Son bị phá hủy. Họ sau đó bị chững lại ở Nijmegen do Sư đoàn Không vận 82 thất bại trong việc chiếm cầu Nijmegen trong ngày đầu tiên. Thiếu tá Julian Cook, chỉ huy Tiểu đoàn 3, Trung đoàn 504, dẫn hai đại đội vượt sông Waal để chiếm cầu, và Quân đoàn XXX sau đó phải dừng lại để chờ lực lượng bộ binh kiểm soát hoàn toàn thị trấn.
Quân Đức nhanh chóng áp sát và cô lập lực lượng lính dù Anh tại Arnhem. Đơn vị lính dù Ba Lan của Sosabowski đã đến tiếp viện sau một thời gian bị trì hoãn ở Anh vì lý do thời tiết, nhưng đã quá muộn để cứu quân Anh ở Arnhem. Sau chín ngày cầm cự chống lại các đơn vị thiết giáp và Waffen-SS, các đơn vị Anh ở Arnhem đều bị bắt hoặc được lệnh rút lui về Oosterbeek. Urquhart nhận được mệnh lệnh rút lui, trong khi đó các chỉ huy Đồng Minh khác đã đổ lỗi rằng những khó khăn họ gặp phải là do không được cung cấp hỗ trợ hậu cần đầy đủ.
Urquhart rút lui cùng với 1/5 quân số, trong tổng số hơn mười nghìn quân ban đầu của Sư đoàn Không vận số 1 Anh Quốc. Những người bị thương quá nặng và một nhóm tình nguyện sẽ ở lại để bảo vệ cuộc rút lui. Khi trở về sở chỉ huy của quân Anh, Urquhart bày tỏ ý kiến của ông về chiến dịch và bất ngờ trước sự lạc quan của Browning về nó.
Ở Oosterbeek, Kate ter Horst đã cùng gia đình rời bỏ ngôi nhà của mình cùng với một bác sĩ sau khi ngôi nhà của cô được trưng dụng làm trạm y tế cho lính Anh. Lính Anh bắt đầu hát đồng ca bài "Abide with Me" và chờ đợi quân Đức vào bắt giữ họ.

## Diễn viên

### Quân Đồng Minh
| Diễn viên          | Vai                                                                                       | Chú thích |
| ------------------ | ----------------------------------------------------------------------------------------- | --- |
| Dirk Bogarde       | Trung tướng Frederick 'Boy' Browning                                                      | Tổng chỉ huy Quân đoàn Không vận số 1 Anh Quốc, Phó chỉ huy trưởng Tập đoàn quân Không vận Đồng Minh số 1                                                               |
| James Caan         | Trung sĩ Tham mưu Eddie Dohun (dựa trên Trung sĩ Charles Dohun)                           | Người đưa tin của Đại úy Glass, Đại đội F, Tiểu đoàn 2, Trung đoàn Bộ binh Nhảy dù 502, Sư đoàn Không vận 101 Hoa Kỳ                                                    |
| Michael Caine      | Trung tá J.O.E. Vandeleur                                                                 | Chỉ huy trưởng Tiểu đoàn 3 (Bộ Binh), Trung đoàn Cận vệ Người Ai-len, Sư đoàn Thiết giáp Cận vệ, Quân đoàn XXX, Quân đội Anh Quốc                                       |
| Michael Byrne      | Trung tá Giles Vandeleur                                                                  | Chỉ huy trưởng (tạm thời), Tiểu đoàn 2 (Thiết giáp), Trung đoàn Cận vệ Irish, Sư đoàn Thiết giáp Cận vệ, Quân đoàn XXX, Quân đội Anh Quốc. Cháu họ của ‘Joe’ Vandeleur. |
| Sean Connery       | Thiếu tướng Roy Urquhart                                                                  | Chỉ huy Sư đoàn Không vận số 1 Anh Quốc, Arnhem |
| Edward Fox         | Trung tướng Brian Horrocks                                                                | Chỉ huy trưởng Quân đoàn Thiết giáp XXX, Tập đoàn quân số 2 Anh Quốc.                                                                                                   |
| Elliott Gould      | Đại tá Robert Stout (dựa trên Đại tá Robert Sink)                                         | Chỉ huy trưởng Trung đoàn Bộ binh Nhảy dù 506, Sư đoàn Không vận 101 Hoa Kỳ                                                                                             |
| Gene Hackman       | Chuẩn tướng Stanisław Sosabowski                                                          | Chỉ huy trưởng Lữ đoàn Nhảy dù Độc lập số 1 Ba Lan |
| Anthony Hopkins    | Trung tá John Frost                                                                       | Chỉ huy trưởng Tiểu đoàn 2, Trung đoàn Nhảy dù, Lữ đoàn Nhảy dù số 1, Sư đoàn Không vận số 1 Anh Quốc. Làm nhiệm vụ giữ đầu cầu phía bắc Arnhem                         |
| Ryan O'Neal        | Chuẩn tướng James Gavin                                                                   | Chỉ huy trưởng Sư đoàn Không vận 82 Hoa Kỳ, có nhiệm vụ chiếm cầu sông Maas ở Grave, cầu Kênh đào Maas-Waal và cầu Sông Waal ở Nijmegen                                 |
| Robert Redford     | Thiếu tá Julian Cook                                                                      | Chỉ huy trưởng Tiểu đoàn 3, Trung đoàn Bộ binh Nhảy dù 504, Sư đoàn Không vận 82 Hoa Kỳ, làm nhiệm vụ chiếm cầu Kênh đào Maas-Waal và dẫn đầu tiểu đoàn vượt sông Waal  |
| Denholm Elliott    | Sĩ quan Khí tượng học của Không quân Hoàng Gia Anh (RAF)                                  | |
| Peter Faber        | Đại úy Arie D. 'Harry' Bestebreurtje                                                      | Sĩ quan Tình báo OSS của Sư đoàn Không vận 82 và là sĩ quan Quân đội Hoàng Gia Hà Lan                                                                                   |
| Christopher Good   | Thiếu tá Harry Carlyle (dựa trên Thiếu tá Digby Tatham-Warter)                            | Chỉ huy Đại đội A, Tiểu đoàn 2, Trung đoàn Nhảy dù, Lữ đoàn Nhảy dù số 1, Sư đoàn Không vận số 1 Anh Quốc tại Arnhem.                                                   |
| Frank Grimes       | Thiếu tá Fuller (dựa trên Thiếu tá Brian Urquhart)                                        | Sĩ quan G-2 (Sĩ quan Tình báo) của Quân đoàn Không vận số 1 Anh Quốc, làm việc tại Sở chỉ huy Moor Park Golf Club, Hertfordshire, Anh                                   |
| Nicholas Campbell  | Đại úy Glass (dựa trên Đại úy LeGrand K. Johnson)                                         | Chỉ huy Đại đội F, Tiểu đoàn 2, Trung đoàn Bộ binh Nhảy dù 502, Sư đoàn Không vận 101 Hoa Kỳ                                                                            |
| Paul Copley        | Binh nhì Wicks                                                                            | Người đưa tin của Trung tá Frost |
| Donald Douglas     | Chuẩn tướng Gerald Lathbury                                                               | Chỉ huy trưởng Lữ đoàn Nhảy dù số 1 Anh Quốc tại Arnhem. |
| Keith Drinkel      | Trung úy Cornish (dựa trên Đại úy Eric MacKay, Đại đội Nhảy dù số 9, Công binh Hoàng Gia) | Sư đoàn Không vận số 1 Anh Quốc |
| Richard Kane       | Đại tá Weaver (dựa trên Đại tá Graeme Warrack)                                            | Sĩ quan Quân Y, Quân đoàn Quân Y Hoàng Gia, Sư đoàn Không vận số 1 Anh Quốc, chỉ huy trạm sơ cứu tại Khách sạn Schoonoord ở ngoại ô Oosterbeek                          |
| Paul Maxwell       | Thiếu tướng Maxwell Taylor                                                                | Chỉ huy trưởng Sư đoàn Không vận 101 Hoa Kỳ, có nhiệm vụ chiếm cầu Son và St-Oedenrode                                                                                  |
| Stephen Moore      | Thiếu tá Robert Steele (dựa trên Thiếu tá Anthony 'Tony' John Deane–Drummond)             | Phó chỉ huy trưởng Đơn vị Thông tin-Liên lạc của Sư đoàn Không vận số 1 Anh Quốc                                                                                        |
| Donald Pickering   | Trung tá Charles B. MacKenzie                                                             | Tham mưu trưởng Sư đoàn Không vận số 1 Anh Quốc, phụ trách Sở chỉ huy Sư đoàn tại khách sạn Hartenstein                                                                 |
| Gerald Sim         | Đại tá Sims (dựa trên Trung tá Arthur Austin Eagger)                                      | Sĩ quan Quân Y, Quân đoàn Quân Y Hoàng Gia, Sư đoàn Không vận số 1 Anh Quốc                                                                                             |
| John Stride        | Sĩ quan Trung đoàn Cận vệ Grenadier (dựa trên Đại úy Lord Carrington)                     | Sĩ quan Anh đã cãi nhau với Thiếu tá Cook sau khi Sư đoàn 82 chiếm Cầu Nijmegen                                                                                         |
| Alun Armstrong     | Hạ sĩ Davies                                                                              | Tiểu đoàn 2, Trung đoàn Nhảy dù, Lữ đoàn Nhảy dù số 1, Sư đoàn Không vận số 1 Anh Quốc                                                                                  |
| David Auker        | 'Taffy' Brace                                                                             | Lính quân y, Sư đoàn Không vận số 1 Anh Quốc |
| Philip Raymond     | Đại tá Trung đoàn Cận vệ Grenadier (dựa trên Trung tá Edward H. Goulburn)                 | Chỉ huy trưởng Tiểu đoàn Cận vệ Thiết giáp Grenadier số 2 |
| Michael Graham Cox | Đại úy Jimmy Cleminson                                                                    | Chỉ huy Trung đội 5, Đại đội B, Tiểu đoàn 3, Trung đoàn Nhảy dù, Lữ đoàn Nhảy dù số 1, tại Arnhem                                                                       |
| Garrick Hagon      | Trung úy Rafferty                                                                         | Trung đội Quân cảnh 101, Sư đoàn Không vận 101, làm nhiệm vụ canh gác Trạm Y tế Sư đoàn.                                                                                |
| John Ratzenberger  | Trung úy James Megellas (không đề cập tên trong phim)                                     | Đại đội H, Tiểu đoàn 3, Trung đoàn Bộ binh Nhảy dù 504, Sư đoàn Không vận 82 Hoa Kỳ                                                                                     |
| Arthur Hill        | Đại tá / Bác sĩ phẫu thuật quân đội Hoa Kỳ                                                | Dựa trên Trung tá David Gold, Bác sĩ Phẫu thuật của Sư đoàn Không vận 101, người bị Trung sĩ Eddie Dohun chĩa khẩu Colt vào đầu để ép ông cứu chữa cho Đại úy Glass.    |

### Quân đội Đức Quốc Xã
| Diễn viên         | Vai                                    | Chú thích |
| ----------------- | -------------------------------------- | --- |
| Hardy Krüger      | Chuẩn tướng Waffen-SS Karl Ludwig      | Dựa trên Heinz Harmel, Chỉ huy Sư đoàn Panzer SS số 10 "Frundsberg", đổi tên thành Karl Ludwig do Harmel không muốn tên thật của ông xuất hiện trong phim |
| Maximilian Schell | Trung tướng Waffen-SS Wilhelm Bittrich | Chỉ huy Trưởng Quân đoàn Panzer SS số 2 |
| Wolfgang Preiss   | Thống chế Gerd von Rundstedt           | Chỉ huy trưởng OB West - Bộ Tổng chỉ huy Mặt trận phía Tây                                                                                                |
| Walter Kohut      | Thống chế Walter Model                 | Chỉ huy trưởng Cụm Tập đoàn quân B |
| Hans von Borsody  | Trung tướng Günther Blumentritt        | Tham mưu trưởng OB West |
| Lex van Delden    | Trung sĩ Matthias                      | Thư ký của tướng Bittrich |
| Fred Williams     | Đại úy Viktor Eberhard Gräbner         | Chỉ huy Nhóm Trinh sát Thiếp giáp, Sư đoàn Panzer SS số 9 "Hohenstaufen"                                                                                  |

### Hà Lan
| Diễn viên           | Vai                                        | Ghi chú |
| ------------------- | ------------------------------------------ | ------- |
| Laurence Olivier    | Bác sĩ Jan Spaander                        |         |
| Liv Ullmann         | Kate ter Horst                             |         |
| Siem Vroom          | Chỉ huy nhóm quân kháng chiến              |         |
| Erik van 't Wout    | Con trai của chỉ huy nhóm quân kháng chiến |         |
| Marlies van Alcmaer | Vợ của chỉ huy nhóm quân kháng chiến       |         |
| Tom van Beek        | Jan ter Horst                              |         |

## Sản xuất
Quá trình quay các phân cảnh trên trời được bắt đầu trong tuần đầu tiên của tháng 9 năm 1976, với đỉnh điểm là phân cảnh nhảy dù có sự tham gia của hơn 1.000 người. Toàn bộ số máy bay Dakota được tìm kiếm và tập trung lại bởi Công ty Joseph E. Levine Presents Incorporated. Toàn bộ số máy bay đó phải được các cơ quan CAA (Cơ quan Hàng không Dân dụng) hoặc FAA (Cục Hàng không Liên bang) đăng ký và cấp phép để chở hành khách. Một thỏa thuận ban đầu cho việc mua 10 chiếc máy bay đã thất bại khi hai máy bay không được cấp phép làm máy bay chở hành khách và thiếu hệ thống cửa. Tổng cộng 11 chiếc Dakota đã được mua lại. Hai chiếc từ Không quân Tây Ban Nha, số hiệu 6153 và 6171 (N9984Q và N9983Q), hai chiếc từ hãng hàng không Air Djibouti của Cộng Hòa Djibouti, mã hiệu F-OCKU và F-OCKX (N9985Q và N9986Q) được mua lại bởi Joseph E. Levine. Ba chiếc của Không quân Đan Mạch (mã hiệu K-685, K-687, và K-688), và bốn chiếc của Không quân Phần Lan (mã hiệu DO-4, DO-7, DO-10 và DO-12) được thuê để phục vụ quá trình quay phim.
Máy bay Piper Aztec số 6171 với sơn ngụy trang đã được thiết kế lại để có thể quay phim toàn bộ đội hình máy bay. Một máy quay được gắn cố định trên nóc máy bay, một chiếc lắp ở cánh, một chiếc lắp cạnh cửa kính bên trái ở hàng trước khoang hành khách và một chiếc gắn cố định dưới bụng máy bay. Ngoài ra, các cửa thoát hiểm ở giữa khoang hành khách đã được tháo bỏ để lắp các máy quay ở đó. Chiếc Piper Aztec thứ hai, mã hiệu G-ASND, được dùng làm máy bay dự phòng trong vài phân cảnh, nhưng không được sơn ngụy trang. Một chiếc trực thăng Alouette cũng được huy động cho việc quay phim. Sau sự cố với chiếc G-AWDI, hai chiếc Cessna 172 đã được thuê tại khu vực địa phương, với mã GVP và PH-ADF, để sử dụng. Mười bản sao của tàu lượn Horsa đã được chế tạo cho bộ phim, nhưng tất cả đều bị phá hủy sau một cơn bão. Tám chiếc đã được sửa chữa lại cho việc quay phim. Do các tàu lượn rất nặng và cần một máy đẩy hỗ trợ gắn ở đuôi, đoàn làm phim đã cẩn thận chọn góc đặt máy quay để tránh làm lộ điều này.

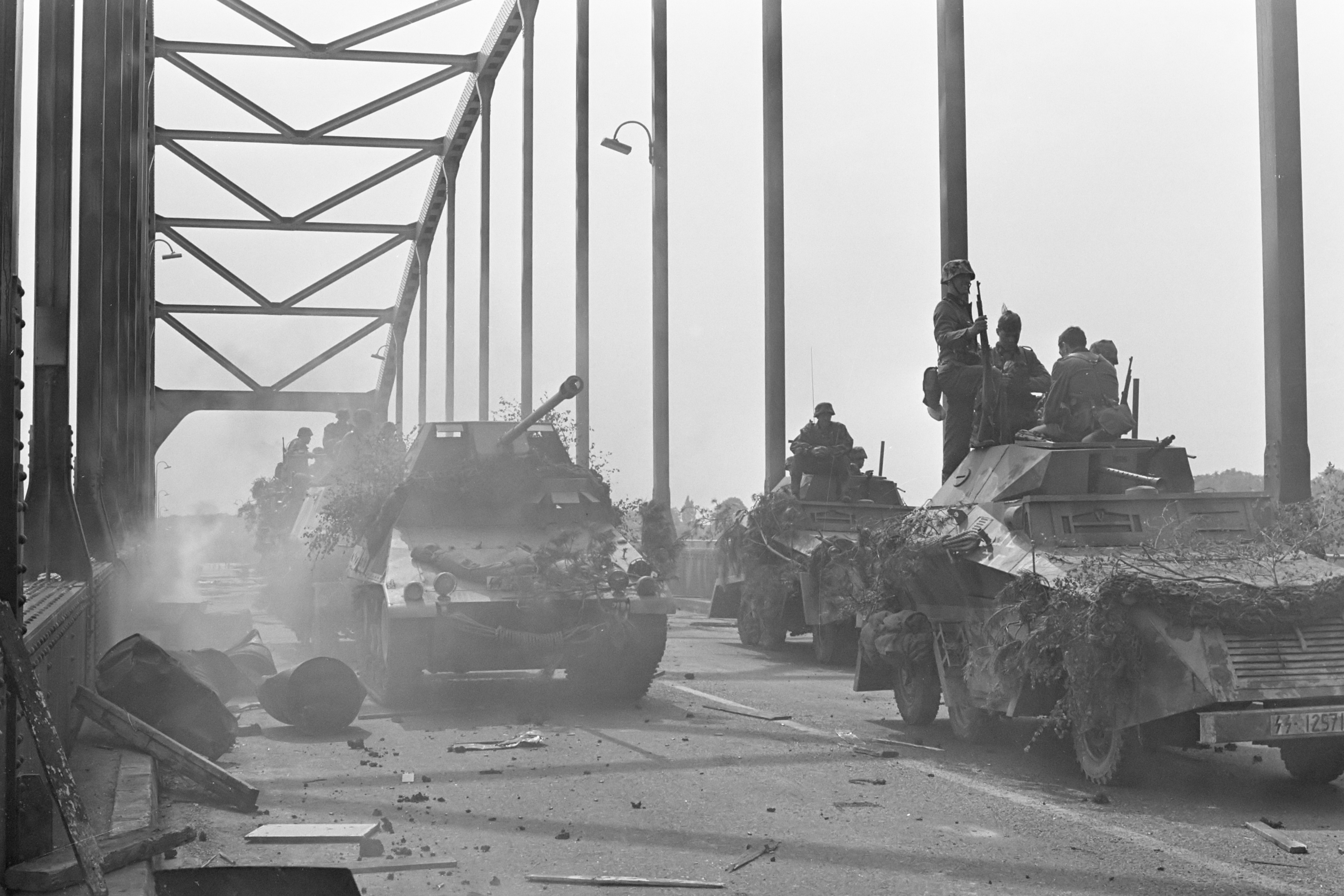
Quá trình ghi hình ở Deventer ngày 18 tháng 5 năm 1976

Bốn máy bay T-6 Texan với mã đăng ký PH-KLU, PH-BKT, B-64 và B-118, được dùng để mô tả máy bay tiêm kích Mỹ và Đức. Hai chiếc trong số đó được mượn từ Không quân Hoàng Gia Hà Lan. Chúng được điều khiển bởi các thành viên của CLB Gilze Rijen Aero, đồng thời cung cấp một chiếc Auster III (mã hiệu PH-NGK) để mô tả chiếc Auster V với sơn ngụy trang thời chiến. Tiêm kích Spitfire Mk. IX làm nhiệm vụ trinh sát trong một phân cảnh đầu phim, được thuê bởi Patrick Lindsay, và được điều khiển bởi Neil Williams.
Việc tìm kiếm các phương tiện xe tăng, xe tải và xe jeep thời Chiến tranh thế giới thứ hai cho bộ phim gặp nhiều thuận lợi do nhiều phương tiện đã được các lực lượng quân sự ở Châu Âu loại biên chế và đưa vào dự bị, đặc biệt là từ Hy Lạp và Thổ Nhĩ Kỳ.
Các phân cảnh ở Arnhem được ghi hình ở Deventer, nơi có một cây cầu tương tự bắc qua sông Ijssel. Dù cây cầu gốc ở Arnhem vẫn còn tồn tại, nhưng mật độ giao thông và quang cảnh đô thị mang nét hiện đại của những năm 1970 khiến đoàn làm phim không thể sử dụng cho một bộ phim nói về sự kiện trong năm 1944. Một vài phân cảnh được quay ở Zutphen, nơi vẫn còn những khu đô thị cũ. Các cảnh bổ sung được ghi hình tại Trường quay Twickenham.
A Bridge Too Far là phim chiến tranh đầu tiên mà các diễn viên phải trải qua một quá trình huấn luyện vào đào tạo quân sự cơ bản trong các trại huấn luyện trước tham gia vào quá trình quay phim. Đạo diễn Richard Attenborough đã đưa nhiều diễn viên đóng vai quần chúng vào sống trong một trại huấn luyện nhỏ trong quá trình quay phim.
Quá trình dựng phim có sự góp mặt của những cựu chiến binh từng tham gia Chiến dịch Market Garden năm 1944 như John Frost, "Joe" Vandeleur và Roy Urquhart. Trung tá John Frost, chỉ huy Tiểu đoàn 2, Sư đoàn Không vận số 1 Anh Quốc làm nhiệm vụ chiếm cầu Arnhem trong chiến dịch thực, đã làm cố vấn cho diễn viên Anthony Hopkins. Theo Hopkins, Frost nhắc ông rằng một sĩ quan Anh sẽ không bao giờ chạy, và sẽ tỏ ra coi thường hỏa lực của kẻ thù bằng cách đi bộ thong thả từ nơi này sang nơi khác. Hopkins khẳng định ông đã rất cố gắng, nhưng ngay sau phân cảnh được ghi hình và đạn bắt đầu bắn, bản năng của ông đã thúc ông chạy nhanh hết mức có thể.
Hiệp hội Điện ảnh Hoa Kỳ ban đầu cho phim xếp hạng R vì sử dụng từ F và mang nhiều yếu tố bạo lực chiến tranh, nhưng United Artists đã vận động hành lang tổ chức này thay đổi thành xếp hạng thành PG để các khán giả nhỏ tuổi có thể được xem phim. Phim cũng đã được cắt bỏ nhiều phân đoạn khi phát hành tại Vương quốc Anh để tránh đánh giá AA từ Hội đồng kiểm duyệt phim Anh.

## Kinh phí
Để giảm chi phí, tất cả các diễn viên nổi tiếng tham gia đóng phim sẽ phải đồng ý với bản "tối huệ quốc", tức là tất cả họ sẽ được nhận một mức tiền như nhau hàng tuần. Mỗi diễn viên được nhuận 250.000 USD mỗi tuần (tương đương với 1.008.250 USD hoặc 642.000 Bảng Anh vào năm 2012).
Phân cảnh vượt sông của lính dù Mỹ và chiếm cầu ở Nijmegen được đặt tên là "Giờ Triệu Đô". Do mật độ giao thông đông đúc, đoàn làm phim chỉ được phép quay phim trên cầu từ 08:00 tới 09:00 ngày 3 tháng 10 năm 1976. Nếu không hoàn thành trong thời gian cho phép, họ không những sẽ buộc phải dời lịch mà còn khiến diễn viên Redford mất thêm nhiều thời gian, và có thể tiêu tốn ít nhất một triệu USD. Vì lý do này, Attenborough nhấn mạnh rằng toàn bộ các diễn viên đóng vai xác chết phải nằm nhắm mắt suốt thời gian bấm máy.
Sau khi United Artists đồng ý trả 6 triệu USD để mua quyền phân phối ở Mỹ và Canada, bộ phim gây thất vọng về doanh thu phòng vé ở Bắc Mỹ, nhưng lại đạt doanh thu tốt ở châu Âu.

## Đánh giá chuyên môn
Các nhà phê bình đều đồng ý rằng quy mô của A Bridge Too Far rất ấn tượng và chính xác về mặt lịch sử, mặc dù nhiều người cho rằng bộ phim quá dài và có yếu tố lặp. Vincent Canby của New York Times cho biết thêm, "Bộ phim rất đồ sộ, không hình dáng, không yếu tố gây bất ngờ, khó hiểu, buồn, sống động và rất, rất dài."
James Caan và Anthony Hopkins được nhiều nhà phê bình khen ngợi vì sự thể hiện xuất sắc của họ trong một bộ phim có hàng trăm vai diễn và có sự góp mặt của nhiều diễn viên tên tuổi hàng đầu của thời kỳ đó.
Nhiều cựu binh tham gia vào chiến dịch năm xưa như Urquhart, Horrocks, Frost,... đã tham gia vào quá trình làm phim với vai trò cố vấn quân sự, nhằm tăng thêm tính chính xác lịch sử. Tuy nhiên, một số nhà phê bình cho rằng bộ phim có những nội dung không chính xác về lịch sử và thường bị ảnh hưởng bởi các yếu tố ‘Hollywood’. Robin Neillands nhận xét: "Nhiều cựu binh đã thúc giục tôi nên bỏ qua phần lớn nội dung trong phim A Bridge Too Far".
Roger Ebert chấm điểm bộ phim 2/4 sao, nhận xét rằng bộ phim
như một bài thể dục tồi tệ mệt mỏi, với nhiều phân cảnh nhàm chán, với nhiều yếu tố bạo lực nhất mà họ có thể cho vào, cho ta suy nghĩ rằng Levine đã đi đến hai hoặc thậm chí ba cây cầu quá xa. Một bộ phim lớn và đắt tiền với nhiều ngôi sao nổi tiếng, nhưng đây không phải là phim sử thi. Đây là bộ phim chiến tranh hạng B dài nhất từng được sản xuất.
Gene Siskel chấm điểm bộ phim 2,5/4 sao và viết
Bình thường mà nói, A Bridge Too Far không phải là một câu chuyện; đó là một cuộc diễu hành với nhiều gương mặt nổi tiếng. Đối với các phân cảnh chiến đấu, nó thường tẻ nhạt hơn là hấp dẫn. Năm phút đổ bộ của lính dù rất ngoạn mục. Các cảnh quay chiến đấu khác thì tầm thường.
Gary Arnord của tờ The Washington Post gọi bộ phim là "một phim sử thi chiến tranh đầy lương tâm và ấn tượng một cách bất thường" 
về mặt phục dựng hình ảnh, các phân cảnh trực quan (phân cảnh đổ bộ của lính dù rất tuyệt), sự kết hợp giữa các tình tiết chiến đấu thú vị với các họa tiết sinh động về sự quan tâm của con người, nỗ lực thiết lập một cái nhìn thống nhất, nhiều mặt về một địa điểm phức tạp và xấu số cuộc phiêu lưu quân sự và mức độ thông minh và kỹ năng làm phim nói chung là vượt trội.
Trên hệ thống tổng hợp kết quả đánh giá Rotten Tomatoes, bộ phim nhận được 62% lượng đồng thuận dựa trên 26 lượt đánh giá và đạt mức điểm trung bình là 6.1/10. Tại trang Metacritic, bộ phim có điểm trung bình là 63 trên 100 dựa trên 13 đánh giá.
Một bộ phim tài liệu mở rộng đi kèm với DVD phiên bản đặc biệt của A Bridge Too Far nói rằng vào thời điểm ra mắt, "bộ phim đã nhận được sự xa lánh và bị phớt lờ hoàn toàn trong các giải Oscar vì dám phơi bày những lỗi lầm, bất cập trong Chiến dịch Market Garden của quân Đồng Minh".

## Giải thưởng
| Giải thưởng                                              | Hạng mục                        | Đối tượng đề cử                                                                | Kết quả   |
| -------------------------------------------------------- | ------------------------------- | ------------------------------------------------------------------------------ | --------- |
| Giải thưởng Phim Anh Evening Standard                    | Phim hay nhất                   | A Bridge Too Far                                                               | Đoạt giải |
| Giải thưởng BAFTA lần thứ 31                             | Phim hay nhất                   | A Bridge Too Far                                                               | Đề cử     |
| Giải thưởng BAFTA lần thứ 31                             | Đạo diễn xuất sắc nhất          | Richard Attenborough                                                           | Đề cử     |
| Giải thưởng BAFTA lần thứ 31                             | Dựng phim xuất sắc nhất         | Antony Gibbs                                                                   | Đề cử     |
| Giải thưởng BAFTA lần thứ 31                             | Thiết kế sản xuất xuất sắc nhất | Terence Marsh                                                                  | Đề cử     |
| Giải thưởng BAFTA lần thứ 31                             | Âm thanh xuất sắc nhất          | Peter Horrocks, Gerry Humphreys, Simon Kaye, Robin O'Donoghue, and Les Wiggins | Đoạt giải |
| Giải thưởng BAFTA lần thứ 31                             | Diễn viên phụ xuất sắc nhất     | Edward Fox                                                                     | Đoạt giải |
| Giải thưởng BAFTA lần thứ 31                             | Nhạc phim hay nhất              | John Addison                                                                   | Đoạt giải |
| Giải thưởng BAFTA lần thứ 31                             | Quay phim xuất sắc nhất         | Geoffrey Unsworth                                                              | Đoạt giải |
| Giải thưởng của Hiệp hội Phê bình phim Quốc gia năm 1977 | Diễn viên phụ xuất sắc nhất     | Edward Fox                                                                     | Đoạt giải |